# 大韓航空631號班機事故
大韩航空631號班機（IATA: KE631; ICAO: KAL631）为自仁川国际机场飞往麥克坦-宿霧國際機場的航班。2022年10月23日，执行该航班的空中巴士A330-322于麥克坦-宿霧國際機場冲出跑道。機上共173人全數生還。 事后飞机因已无维修价值而报废，此次事故也是空中巴士A330系列第14次因飞机嚴重损坏而报废的事故，也是大韓航空迄今為止第17次導致飛機報廢的事故以及自大韓航空貨運8509號班機後時隔23年後的首起重大事故。

## 涉事客机

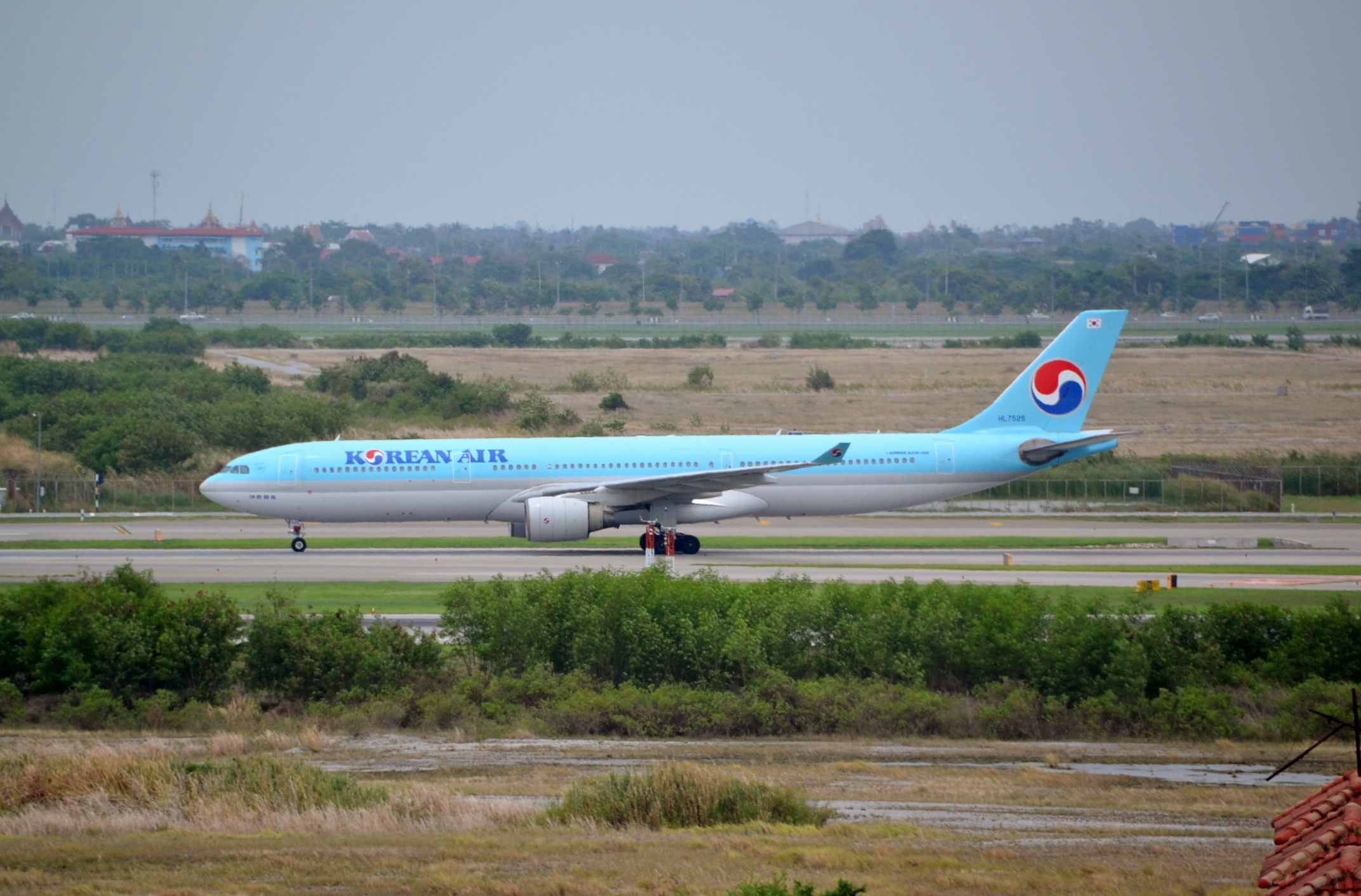
涉事客机，摄于2015年。

涉事客机为空中客车A330-322，配备两台普惠PW4160引擎，註冊編號为HL7525，生产序列号为219。该机首飞于1998年5月，并于次月交付大韩航空。事故发生后，该飞机因損毀嚴重而报废。

## 事发经过
涉事客机于韩国时间19:20从仁川机场起飞，向南飞往宿务。世界标准时间14:12左右，KE631在进入跑道22的短五边但因天气恶劣而复飞。飞机于世界标准时间14:26再次尝试进近。在第二次着陆尝试失败后再次复飞。KE631在机场东北方大约盘旋了约30分钟后然后执行了第三次进近。世界标准时间15:08飞机成功接地，但是飞机无法煞停。飞机最后冲出跑道并撞到仪表着陆系统仪器并在跑道外300米处煞停。煞停時機頭一側的機腹部分已經完全被破壞且起落架已經斷裂，而機身多處也都受到了嚴重損壞。
天气报告显示，风速9节风向220。飞机降落将使用跑道22进行降落，这意味着飞机会遭遇9节的逆风。事故发生时能见度为8,000米。该地区有雷暴和降雨，但事故发生时并没有闪电。云层散落在机场上方9,000米处并在1,800米处有积雨云。大部分航班在631航班尝试着陆前因天气原因决定备降或返航。

## 后续
事故发生后，宿务机场被迫关闭，飞往宿务的航班返航或转降至附近的机场。
專家指出这场事故有很多疑点，其中包括为什么这架航班的机组人员在大部分飞行员认为当時的氣候状况不适合着陆的情况下仍选择继续進場。根據新闻报道指出，大韩航空在此事件發生前，因机长莽撞與疏忽所造成的事故有着相似之处。
在另一起大韩航空同款A330的发动机在起飞后发生故障的事件发生后，大韩航空宣布将停飞其全部A330机队，等待安全審核。
事故发生两周后，HL7525的涂装和航空公司標誌被塗銷，但飞机残骸尚未从事故现场移出。

## 事故調查
菲律宾民航局正在调查这起事故，事故发生后韩国民航局派出40名官员协助调查。
2022年10月24日，菲律宾当局和韩国国土交通部发布了初步调查报告报告，报告里提到飞机可能是因液压故障而导致飞机刹车失灵。
2022年10月25日，据该航班的机长的证词，飞机在第二次进近时因风切变导致硬着陆并复飞。在复飞过程中，刹车警告灯亮起。随后机组人员宣布进入紧急状态。在第三次着陆尝试时，因刹车故障飞机无法减速减速最终冲出跑道。